# Kladare
Kladare – wieś w Chorwacji, w żupanii virowiticko-podrawskiej, w gminie Pitomača. W 2011 roku liczyła 467 mieszkańców.